# Tour d'Algèria
El Tour d'Algèria és una competició ciclista per etapes que es disputa anualment a Algèria. La primera edició data del 1929. La segona edició no es va disputar fins al 1949 i es va fer anualment fins al 1953. Anys més tard la cursa es va reorganitzar però per a ciclistes amateurs. El 2011 la cursa, després d'anys de no disputar-se, va tornar ja per a professionals i formant part del calendari de l'UCI Àfrica Tour.

## Palmarès
| Any       | Vencedor             | Segon                 | Tercer               |
| --------- | -------------------- | --------------------- | -------------------- |
| 1929      | Marcel Colleu        | François Borg         | Fernand Duc          |
| 1949      | Hilaire Couvreur     | Roger Dequenne        | Edward Van Dyck      |
| 1950      | Hilaire Couvreur     | Angelo Menon          | Alex Close           |
| 1951      | André Rosseel        | Maurice Quentin       | Robert Varnajo       |
| 1952      | Vincent Vitetta      | Jean Dotto            | Georges Meunier      |
| 1953      | Germain Derycke      | Raymond Impanis       | Maurice Neyt         |
| 1969      | Gösta Pettersson     | Karl-Heinz Miersch    | Bart Solaro          |
| 1970 (1)  | Zygmund Hanusik      | Piet Legierse         | Bernd Knispel        |
| 1970 (2)  | Axel Peschel         | Doug Dailey           | Johannes Knab        |
| 1971      | Zbignien Krzeszowiec | Ivan Skosirev         | Dmitri Trichin       |
| 1972      | Frits Schur          | Jiří Háva             | Dusan Zeman          |
| 1973      | Stanisław Szozda     | Alexandre Yudin       | Ryszard Szurkowski   |
| 1975      | Sven-Åke Nilsson     | Aavo Pikkuus          | Alexandre Yudin      |
| 1984      | Niedine Tchambaz     |                       |                      |
| 1985      | Sebti Benzine        | Malek Hamza           | Gilles Figue         |
| 1986      | Salim Belkir         | Sebti Benzin          | Miklos Somogy        |
| 1987      | Abdelbechir Reguigui |                       |                      |
| 1988      | Steffen Rein         | Miroslav Liptak       | Falk Boden           |
| 2001      | Mohamed Abdel-Fatah  | Ahmed El Nady         | Mohamed Khaled Ahmed |
| 2003      | Mohamed Er Regragui  |                       |                      |
| 2011      | Azzedine Lagab       | Adil Jelloul          | Natnael Berhane      |
| 2012      | Natnael Berhane      | Adil Jelloul          | Joaquín Sobrino      |
| 2013      | Víctor de la Parte   | Stefan Schumacher     | Constantino Zaballa  |
| 2014      | Mekseb Debesay       | Devid Tintori         | Ting Hon Yeung       |
| 2018      | Azzedine Lagab       | Abderrahmane Mansouri | Gabriel Reguero      |
| 2019-2021 | No disputat          | No disputat           | No disputat          |
| 2022      | Hamza Mansouri       | Islam Mansouri        | Yacine Hamza         |
| 2023      | Paul Hennequin       | Edoardo Sandri        | Aklilu Gebrehiwet    |
| 2024      | Nassim Saidi         | Lars Quaedvlieg       | Christopher Lagane   |
| 2025      | Hamza Amari          | Rutger Wouters        | Youcef Reguigui      |

(en color: edicions amateurs)